# Moranlı (Sabirabad)
Moranlı è un comune dell'Azerbaigian situato nel distretto di Sabirabad. Conta una popolazione di 2 326 abitanti.